# 第七次霍乱大流行

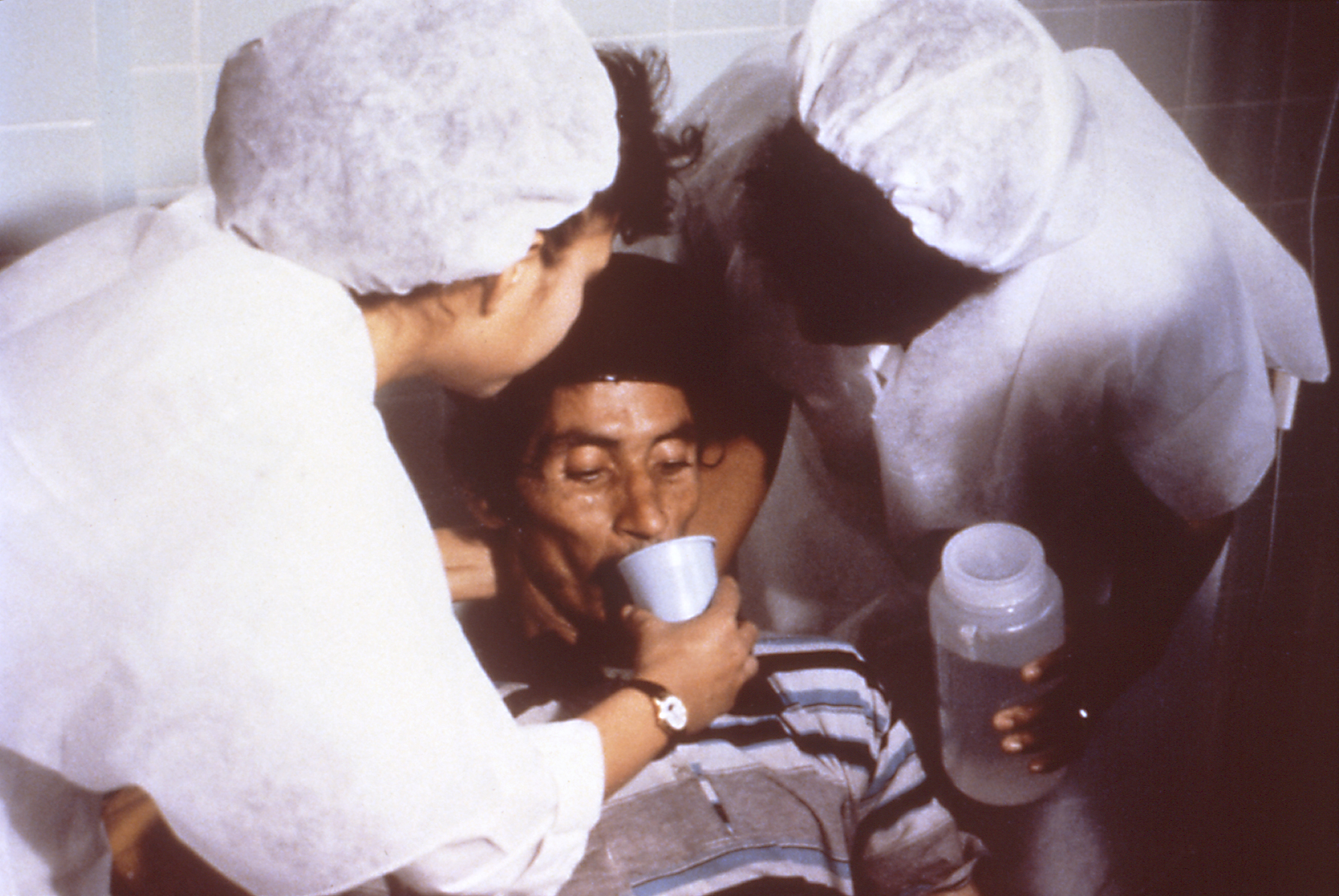
护士治疗霍乱病患，口服补水（1992年）。

第七次霍乱大流行（英文：Seventh cholera pandemic），是指于1961年持续至今的霍乱大流行，是历史上第七次霍乱的大规模爆发。此次大流行起始于印度尼西亚，并传播到全球，其致病菌是一种名叫“埃尔托”的特殊霍乱弧菌，与此前霍乱大流行的致病菌有所不同。
截止2016年，此次疫情每年造成约300万-500万人受到感染，而非洲是此次疫情最严重的大洲。2008年-2012年，全球每年报告140万-400万霍乱病例以及2.1万-14.3万死亡人口。此前，1961年-1989年间，全球各个大洲共117个国家向世界卫生组织报告了霍乱病例，总计1,713,057例。

## 各地疫情
1961年，第七次霍乱大流行起源于印度尼西亚的望加锡地区，并与1963年传播到南亚。截止1966年，亚洲大部分地区都出现了疫情。
1970-2011年间，数个欧洲国家报告了霍乱疫情，感染人数为几人至2000多人不等。1965-1989年间，苏联共报告了10,723例霍乱病例（包括病原携带者）。
1971年，疫情蔓延至非洲。1994年卢旺达种族灭绝事件中，霍乱在一个月内至少在刚果民主共和国戈马的难民营中造成48,000人感染、23,800人死亡。
1991年，霍乱传播至一个多世纪无霍乱的拉丁美洲，同年在美洲的16个国家造成近40万报告病例和4000多人死亡，其中秘鲁的霍乱爆发造成7.7亿美元的损失（一说秘鲁有上万人死亡）。

## 致病菌
此次大流行的致病菌“埃尔托”与传统的霍乱弧菌不同，它于1905年被德国医生Felix Gotschlich成功分离，并以埃及一个名叫“El Tor”的隔离站命名。1937年-1958年，埃尔托曾在印度尼西亚的南苏拉威西省造成了四次死亡率很高的流行。
1992年，在孟加拉国出现了一种新的血清组，是埃尔托生物型的基因衍生物、被定名为霍乱弧菌“O139 Bengal”菌株，已在至少11个国家中发现，并造成广泛流行。